# Bruno Alves
Bruno Eduardo Regufe Alves, född den 27 november 1981 i Póvoa de Varzim, är en portugisisk före detta fotbollsspelare som spelade senast för grekiska Apollon Smyrnis. Han har tidigare representerat det portugisiska landslaget. Han vann EM-guld med Portugal i EM 2016.

## Spelarkarriär

### Porto
Alves spelade i portugisiska FC Porto från 2001 till 2010. Under den perioden så hann han med att lånas ut tre gånger. Först till de två portugisiska lagen SC Farense och Vitória Guimarães. Han lånades sedan också ut till det grekiska laget AEK Aten. Tills han senare återvände till Porto 2005 och skrev under ett 5 års kontrakt som gällde fram till 2010.

### Zenit St. Petersburg
3 augusti 2010, så skrev Alves på ett 4:a års kontrakt för den ryska klubben Zenit St. Petersburg. Övergångssumman landade på 22 miljoner €.

## Meriter

### Klubblag
Porto
- Primeira Liga: 2005–06, 2006–07, 2007–08, 2008–09
- Portugisiska cupen: 2005–06, 2008–09, 2009–10
- Supertaça Cândido de Oliveira: 2006, 2009

Zenit St. Petersburg
- Premjer-Liga: 2010, 2011–12
- Ryska supercupen: 2011

Fenerbahçe
- Süper Lig: 2013–14
- Turkiska supercupen: 2014